# Slavische rapsodie (B. Tsjajkovski)
Slavische rapsodie is een compositie van de Russische componist Boris Tsjaikovski uit 1951. De componist werkte toen bij de Russische Radio in Moskou en had toegang tot het Groot Symfonieorkest van de Russische Radio met dirigenten als Samoeil Samosoed en Aleksander Gauk. De eerstgenoemde leidde de eerste uitvoering via de radio (1951), de tweede de eerste publieke uitvoering op 29 oktober 1956.

## Muziek
Na zijn Fantasie op Russische volksliedjes keerde de componist wederom terug naar andermans thema’s. Dit keer zijn ze echter niet direct toe te wijzen, maar zijn het verwijzingen naar streken. Het werk bestaat uit drie delen:
1. Adagio; gebaseerd op een Bulgaars volksliedje
2. Allegretto; gebaseerd op een Pools volksliedje
3. Andante, Allegro; gebaseerd op een Tsjechisch volksliedje.

De muziek is voor die tijd behoorlijk behoudend en mist eigenlijk alle invloeden die het kon hebben van de klassieke muziek uit de 20e eeuw; die gingen in die jaren (bijna) geheel voorbij aan de Sovjet-Unie, waar Jozef Stalin en handlangers hadden bepaald dat de (klassieke) muziek begrijpbaar moest zijn voor iedereen.

### Orkestratie
- 3 dwarsfluiten waarvan 1 ook piccolo en 1 ook altfluit, 3 hobo’s waarvan 1 ook althobo, 4 klarinetten waarvan 1 ook esklarinet en 1 ook basklarinet, 3 fagotten waarvan 1 ook contrafagot
- 4 hoorns, 3 trompetten, 3 trombones, 1 tuba
- pauken, triangel, tamboerijn, kleine trom, bekkens en grote trom, 1 harp,
- violen (18 eerste. 16 tweede), 14 altviolen, 12 cello's, 10 contrabassen

## Discografie
Uitgave Northern Flowers : Radiosymfonieorkest Moskou o.l.v. Samosoed